# Artículo 377 del Código Penal de Singapur
El artículo 377 del Código Penal de Singapur fue una ley singapurense que criminalizaba las relaciones sexuales entre hombres. Se introdujo durante el dominio colonial británico en 1938, cuando fue añadida al Código Penal. Permaneció en el ordenamiento jurídico de Singapur tras la revisión de 2007, que eliminó la mayoría de las demás disposiciones del artículo 377. Posteriormente, fue derogado en su totalidad en 2023.
Antes de su derogación, la ley, aunque conservada de jure en el Código Penal, llevaba años de facto sin aplicación: no había condenas por relaciones sexuales entre adultos varones en décadas. Si bien un pequeño número de personas fueron condenadas en virtud de este artículo por actos consentidos privados entre adultos entre 1988 y 2007, su aplicación cesó por completo tras la revisión del Código Penal, a pesar de que se mantuvo el artículo 377A entre 2007 y 2022.
El 28 de febrero de 2022, el tribunal de apelación del Tribunal Supremo de Singapur reafirmó que el artículo 377A no podía utilizarse para procesar a hombres por mantener relaciones sexuales homosexuales. Ese mismo año, una encuesta de Ipsos reveló que el 44 % de los residentes de Singapur apoyaba el mantenimiento de la ley, el 20 % se oponía y el 36 % restante mostraba ambivalencia. El 21 de agosto de 2022, el primer ministro Lee Hsien Loong anunció durante el discurso del Día Nacional que el gobierno tenía la intención de derogar el artículo, poniendo fin a su criminalización tanto de facto como de jure. El 29 de noviembre de 2022, el Parlamento de Singapur aprobó un proyecto de ley para  su derogación. El proyecto fue sancionado por la presidenta Halimah Yacob en diciembre de 2022 y publicado en el boletín oficial el 3 de enero de 2023.

## Antecedentes

### Código Penal de la India

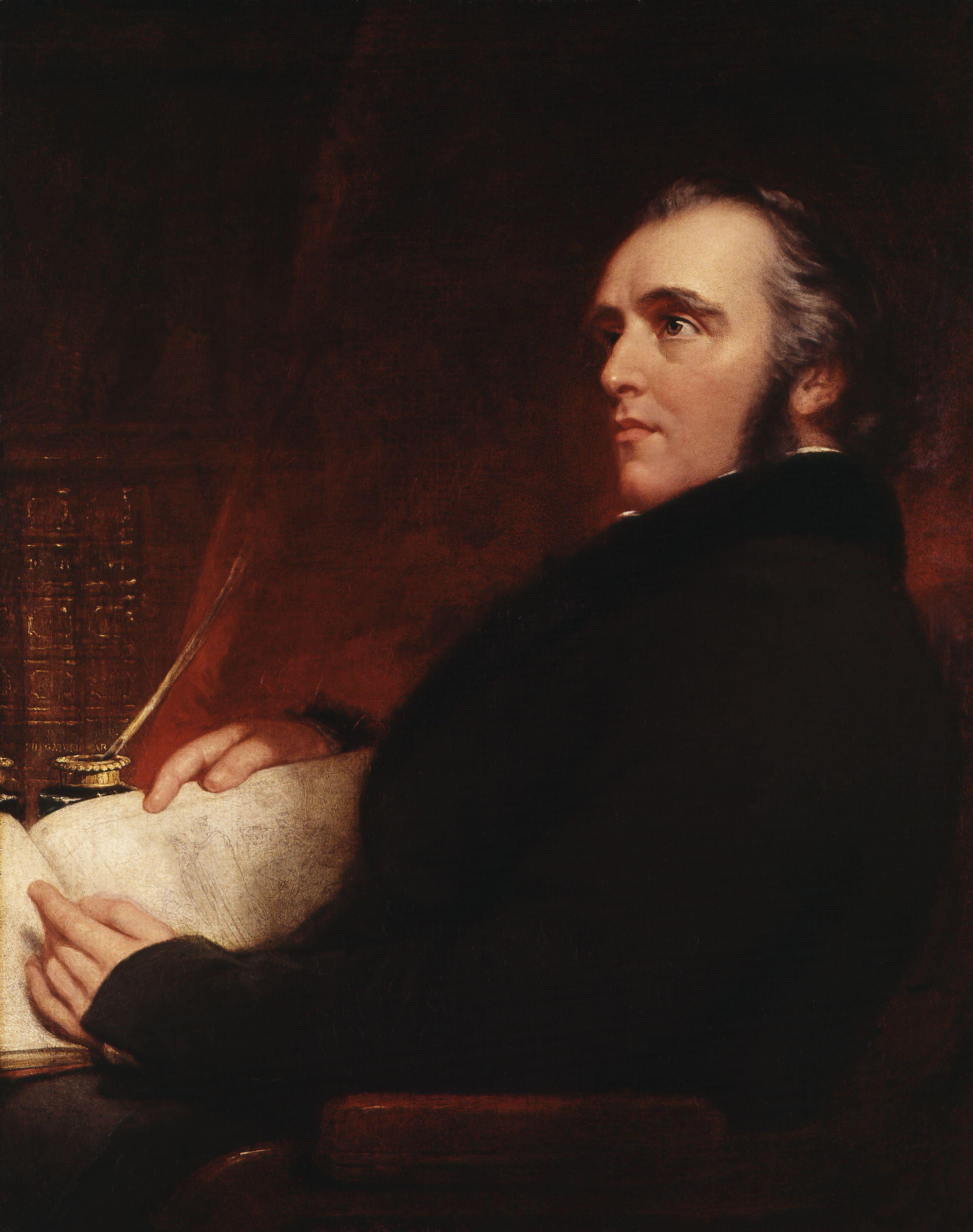
Lord Thomas Macaulay, quien presidió la comisión que introdujo leyes como el artículo 377.

El Parlamento Británico estableció la Comisión Jurídica de la India en 1833. Lord Thomas Macaulay fue designado para presidir dicha comisión. El borrador del Código Penal de la India de 1837 fue en gran parte obra suya. Tardó 23 años en ser revisado por la comisión y los jueces de la Corte Suprema de Bombay, Calcuta y Madrás. El código fue adoptado en 1860 y entró en vigor el 1 de enero de 1862.
El borrador de Macaulay no reflejaba las leyes ni las costumbres indias (ni de otras culturas asiáticas) existentes. Era, en gran medida, una reescritura del borrador del código de la Comisión Real Británica de 1843. El texto adoptado incluía el artículo 377, aunque con numerosas ambigüedades. Estas ambigüedades permitieron que futuros juristas reinterpretaran lo que en realidad sancionaba la disposición. Bajo la ley budista y la ley hindú, el sexo consensuado entre personas del mismo sexo nunca fue delito. Sin embargo, en el nuevo Código Penal de la India, el artículo 377 criminalizaba las «relaciones carnales contra natura».
La subsección A, «Atentados contra la decencia», se añadió al artículo «Delitos contra natura» por los asentamientos del Estrecho en 1938. Ambos artículos fueron incorporados sin cambios al Código Penal de Singapur cuando este fue aprobado por el Consejo Legislativo de Singapur el 28 de enero de 1955.

### Artículo 377
El sexo «antinatural» o la sodomía no estaba definido en el Código Penal indio redactado por los británicos. Los registros legales muestran que los legisladores indios de los siglos XIX y principios del XX interpretaron que el concepto de «relaciones carnales contra natura» entre personas —de todos los sexos, ya que la ley no especificaba el género— incluía el sexo anal, bestialismo y el sexo oral. La prohibición del sexo oral difería de la ley de sodomía de 1533 británica, cuya jurisprudencia no abarcaba la penetración oral. Sin embargo, en los primeros casos juzgados en la India, el artículo 377 se aplicó principalmente a casos forzados de felación a menores varones y un caso inusual de relaciones sexuales con la fosa nasal de un búfalo.
En el contexto de Singapur, el Tribunal de Apelación de Singapur sostuvo que la felación heterosexual estaba permitida si se practicaba como parte de los preliminares sexuales que finalmente llevaban al coito.

## Opinión pública
En septiembre de 2007, el Ministerio del Interior fue citado por The Straits Times afirmando que la opinión pública sobre el tema había sido «emotiva, dividida y enérgica», y que la mayoría de la gente pedía que se mantuviera el artículo 377. En 2018, una encuesta realizada por Ipsos reveló que el 55 % de los residentes en Singapur apoyaban mantenerlo.
Poco después de que se publicara el informe de revisión del Código Penal el 9 de septiembre de 2018, se lanzó un movimiento conocido como Ready4Repeal que promovió una petición para solicitar la derogación del artículo, a pesar de que el ministerio del Interior y Justicia. La petición atrajo 44 650 firmas. En cambio, una petición para mantenerlo reunió más de 109 000 firmas tras su cierre el 24 de septiembre de 2018.
En 2022, Ipsos realizó otra encuesta, en la que se observó que esta cifra había descendido al 44 % en comparación con la versión de 2018, en medio de un cambio de actitud hacia las relaciones entre personas del mismo sexo.

## Impugnaciones constitucionales
El artículo fue impugnada en repetidas ocasiones ante los tribunales por considerarse inconstitucional. Todas las impugnaciones se basaron principalmente en el artículo 12 de la Constitución de Singapur, que garantiza la igualdad ante la ley para todas las personas, y en el artículo 9 que garantiza el derecho a la vida y el derecho a la libertad personal.

### CasoTan Eng Hong contra el Fiscal General
El 24 de septiembre de 2010, el abogado penalista M. Ravi presentó una demanda ante el Tribunal Superior de Singapur para impugnar la constitucionalidad del artícullo 377 en nombre de su cliente Tan Eng Hong, quien fue acusado de haber practicado presuntamente sexo oral con otro hombre adulto, con consentimiento mutuo, en un cubículo cerrado de un baño público. El 19 de marzo de 2011, el caso de Tan fue desestimado por la jueza del Tribunal Superior, Lai Siu Chiu, citando «la falta de una controversia real» para que el tribunal la resolviera.
Sin embargo, el 21 de agosto de 2012, el tribunal de apelación revocó la decisión de Lai, dictaminando que la ley afecta «la vida de una parte considerable de [singapurenses] de una manera muy real e íntima», y que el caso volvería a ser juzgado en el Tribunal Superior. En octubre de 2013, el juez Quentin Loh falló en su contra, escribiendo que se trataba de una cuestión de «moralidad y valores sociales», y que, de modificarse, tendría que ser a través del Parlamento de Singapur. Tan apeló el fallo y su caso fue incorporado —a petición suya— como parte interviniente en el caso Lim Meng Suang y otro contra el Fiscal General.

### CasoLim Meng Suang y otro contra el Fiscal General
Se presentó una impugnación constitucional separada el 30 de noviembre de 2012 en nombre de Lim Meng Suang y Kenneth Chee Mun-leon, por el abogado Peter Low. El caso fue desestimado el 9 de abril de 2013 por el juez Loh, por razones similares a su fallo anterior contra Tan. Lim y Chee apelaron a la decisión. En julio de 2013, tras una exitosa campaña de financiación colectiva, contrataron a dos abogados de alto perfil: Deborah Barker, abogada principal de KhattarWong LLP, y el abogado británico Peter Henry Goldsmith, ex fiscal general para Inglaterra y Gales. Goldsmith aceptó llevar el caso pro bono, pero el juez V. K. Rajah le impidió presentarlo ante el tribunal, ya que consideraba que las cuestiones jurídicas podían ser debatidas por abogados nacionales, lo cual es lo que prefiere la legislación de Singapur.
El 29 de octubre de 2014, más de cuatro años después de la impugnación original de Tan, se rechazó la apelación de Lim y Chee, poniendo fin definitivamente al caso. El tribunal sostuvo que el artículo 377 era compatible con el artículo 9 de la Constitución, ya que está destinado a proteger contra el encarcelamiento ilegal, y también con el artículo 12, el cual sólo menciona religión, raza y lugar de nacimiento, pero no género, orientación sexual ni sexo. Como en todos los fallos anteriores, el tribunal dictaminó que cualquier remedio legal debía provenir del parlamento. En comparación con las noticias sobre los derechos LGBT en otras naciones como en Rusia o en Estados Unidos, el caso y la apelación final recibieron poca atención fuera de Singapur.